# Campanula petraea
Campanula petraea är en klockväxtart som beskrevs av Carl von Linné. Campanula petraea ingår i släktet blåklockor, och familjen klockväxter. Inga underarter finns listade i Catalogue of Life.

## Bildgalleri

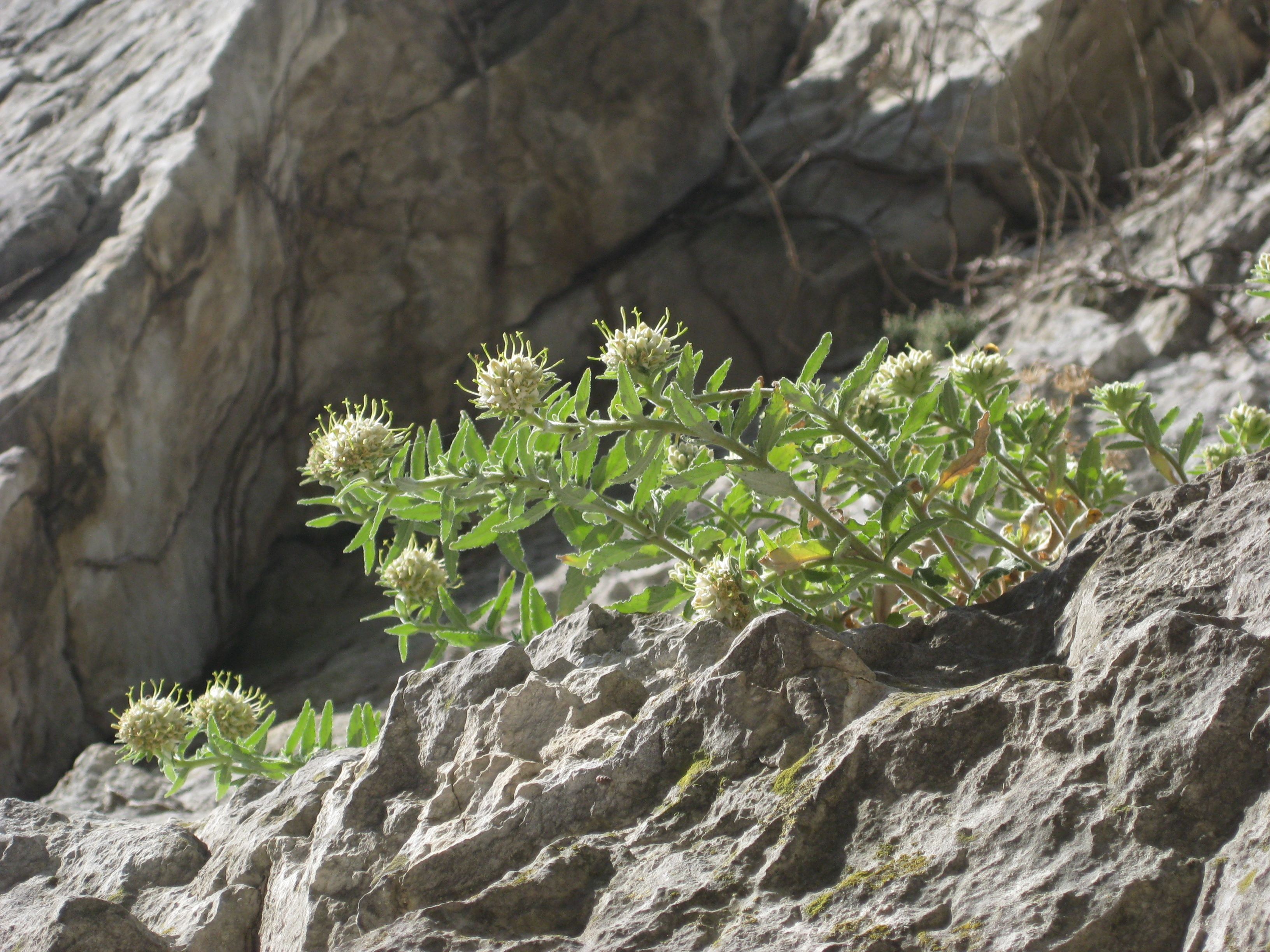
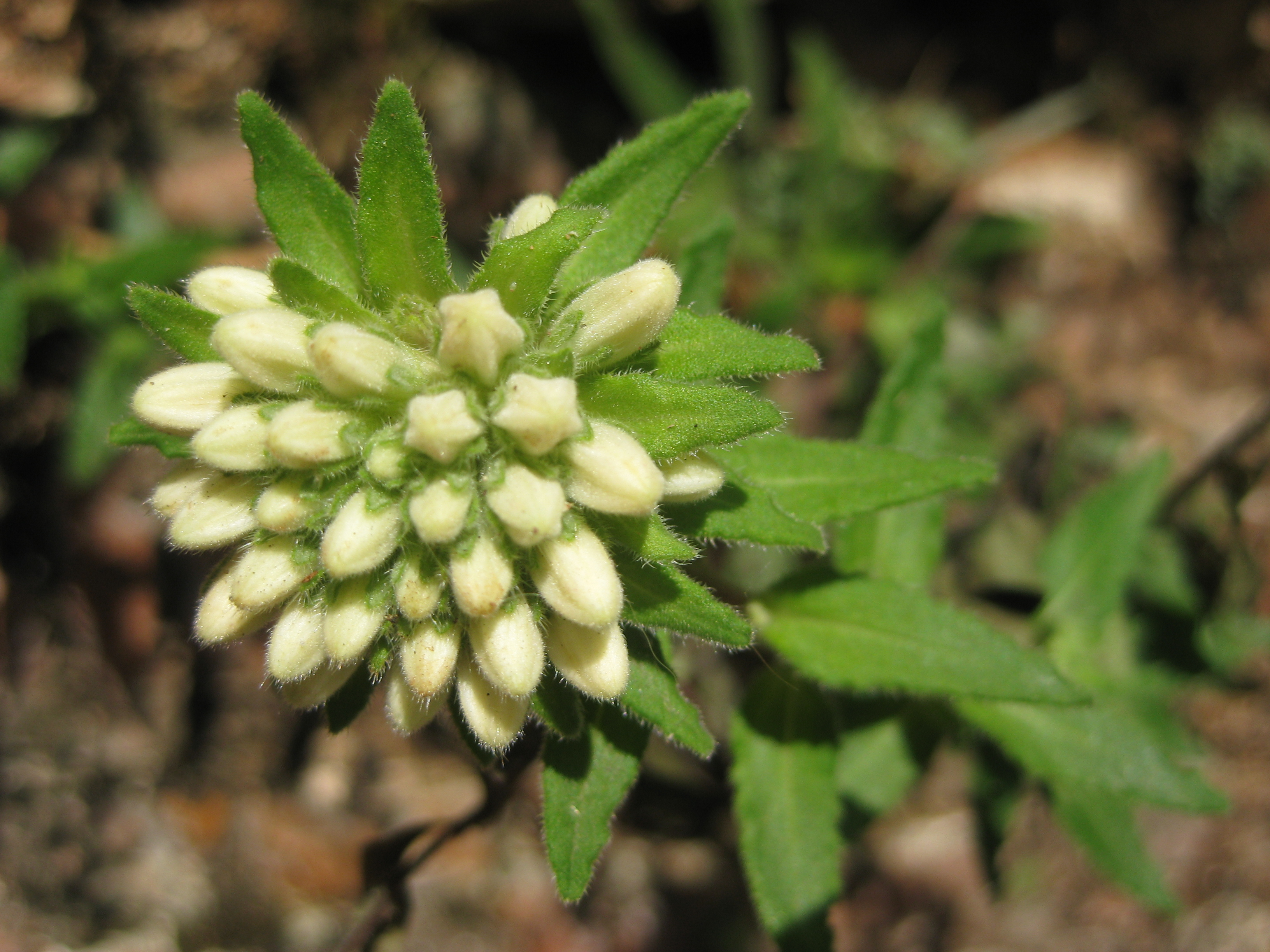